# Каннський кінофестиваль 1960
13-й Каннський міжнародний кінофестиваль відбувся з 4 по 20 травня у Каннах, Франція.. У конкурсі було представлено 29 повнометражних фільмів та 31 короткометражка. У позаконкурсній програмі взяли участь 2 стрічки. Фестиваль відкрито показом стрічки Бен-Гур режисера Вільяма Вайлера..

## Журі
- Жорж Сіменон — Голова журі,  Бельгія
- Марк Аллегре,  Франція
- Луїс Шове,  Франція
- Дієго Фаббрі,  Італія
- Хідемі Іма,  Японія
- Григорій Козінцев,  СРСР
- Моріс Леруа,  Франція
- Макс Ліпман,  ФРН
- Генрі Міллер,  США
- Сімона Ренан,  Франція
- Уліс Петі Де Мурат,  Аргентина

Програми короткометражних фільмів
- Джордж Альтман,  Франція
- Ніколя Айє,  Франція
- Анрі Сторк,  Бельгія
- Жан Віві,  Франція
- Душан Вукотич,  СФРЮ

## Фільми-учасники конкурсної програми
Повнометражні фільми
| Фільм                                | Назва мовою оригіналу      | Режисер                    | Країна                         |
| ------------------------------------ | -------------------------- | -------------------------- | ------------------------------ |
| 7 днів. 7 ночей (Модерато кантабіле) | Moderato Cantabile         | Пітер Брук                 | Італія Франція                 |
| Балада про солдата                   | Баллада о солдате          | Григорій Чухрай            | СРСР                           |
| Безневинні дикуни                    | The Savage Innocents       | Ніколас Рей                | Італія Велика Британія Франція |
| Бродяги                              | Los golfos                 | Карлос Саура               | Іспанія                        |
| Дама з собачкою                      | Дама с собачкой            | Йосип Хейфіц               | СРСР                           |
| Де чортові не під силу               | Kam čert nemůže            | Зденек Подскальський       | Чехословаччина                 |
| Дев'яте коло                         | Deveti krug                | Франце Штігліц             | СФРЮ                           |
| Дівоче джерело                       | Jungfrukällan              | Інгмар Бергман             | Швеція                         |
| Дівчина                              | La Joven                   | Луїс Бунюель               | Мексика США                    |
| Діра                                 | Le Trou                    | Жак Беккер                 | Франція                        |
| Додому з пагорба                     | Home from the Hill         | Вінсент Міннеллі           | США                            |
| Загрозливе місто                     | Cidade Ameaçada            | Роберто Фаріас             | Бразилія                       |
| Ключ                                 | 鍵 / Kagi                  | Кон Ітікава                | Японія                         |
| Косооке щастя                        | Zezowate szczęście         | Анджей Мунк                | Польща                         |
| Макаріо                              | Macario                    | Роберто Кавальдон          | Мексика                        |
| Ненадісланий лист                    | Неотправленное письмо      | Михайло Калатозов          | СРСР                           |
| Незвичайна Америка                   | L'Amérique insolite        | Франсуа Рейшенбах          | Франція                        |
| Недоторканна                         | Sujata                     | Бімал Рой                  | Індія                          |
| Ніколи в неділю                      | Pote tin Kyriaki           | Жуль Дассен                | Греція                         |
| Пау                                  | Paw                        | Астрід Геннінг-Єнсен       | Данія                          |
| Перший урок                          | Първи урок                 | Рангел Вилчанов            | Болівія                        |
| Полювання                            | Jakten                     | Ерік Льокен                | Норвегія                       |
| Приваблива тінь                      | 倩女幽魂 / Ching nu yu hun | Лі Ханьсян                 | Гонконг                        |
| Пригода                              | L'avventura                | Мікеланджело Антоніоні     | Італія Франція                 |
| Процесія                             | La Procesión               | Френсіс Лорік              | Аргентина                      |
| Сини і коханці                       | Sons and Lovers            | Джек Кардіфф               | Велика Британія                |
| Солодке життя                        | La Dolce Vita              | Федеріко Фелліні           | Італія                         |
| Телеграми                            | Telegrame                  | Георге Нагі, Аурел Мігелес | Румунія                        |
| Якщо вітер лякає вас                 | Si le vent te fait peur    | Еміль Дегелен              | Бельгія                        |

## Фільми позаконкурсної програми
- Бен-Гур / Ben-Hur, режисер Вільям Вайлер,  США
- Схід — Захід / Orient-Occident, режисер Енріко Фулшіньоні, короткометражний,  Франція

## Нагороди
- Золота пальмова гілка: Солодке життя, режисер Федеріко Фелліні[6]
- Приз журі:
  - Ключ, режисер Кон Ітікава
  - Пригода, режисер Мікеланжело Антоніоні
- Приз за найкращу жіночу роль:
  - Жанна Моро у фільмі 7 днів. 7 ночей (Модерато кантабіле)
  - Меліна Меркурі у фільмі Ніколи в неділю
- Особлива згадка:
  - Дівчина, режисер Луїс Бунюель
  - Дівоче джерело, режисер Інгмар Бергман
- Золота пальмова гілка за короткометражний фільм: Посмішка, режисер Серж Бургіньон
- Приз Міжнародної Католицької організації в царині кіно (OCIC) : Пау, режисер Астрід Геннінг-Єнсен